# 鈴木唯
鈴木唯（1993年12月13日—）是日本女主播，出身自東京都。早稻田大學國際教養學系畢業，曾於美國華盛頓大學留學。2016年加入富士電視台。

## 外部連結
- 富士電視台官方網站（日語）